# طوم مارشال (كرة سلة)
طوم مارشال (بالإنجليزية: Tom Marshall)‏ مواليد 6 يناير 1931، هو مدرب كرة سلة أمريكي ولاعب سابق. بدأ مسيرته الاحترافية في سنة 1954. تم اختياره من قبل فريق سكرامنتو كينغز خلال الدرافت. بلغ طوله 6 قدم 4 بوصة (1.9 م). اعتزل اللعب في 1959. أحرز خلال مسيرته في الإن بي إيه 952 نقطة بمعدل 5.7 نقاط في المباراة الواحدة.

## المسيرة الاحترافية
لعب مع سكرامنتو كينغز من سنة 1954 إلى 1957، ثم لعب مع ديترويت بيستونز في سنة 1957، ثم لعب مع سكرامنتو كينغز في سنة 1959.

## روابط خارجية
- طوم مارشال على موقع إن بي أي (الإنجليزية)
- طوم مارشال على موقع سبورتس رفرنس (الإنجليزية)
- طوم مارشال على موقع كلية كرة السلة في سبورتس رفرنس.كوم (الإنجليزية)
- طوم مارشال على موقع ريلجم (الإنجليزية)
- طوم مارشال على موقع بروبوليرز (الإنجليزية)
- طوم مارشال على موقع سبورتس رفرنس (الإنجليزية)